# Sieć heterogeniczna
Sieć heterogeniczna – sieć łącząca komputery i inne urządzenia o różnych systemach operacyjnych i/lub protokołach. Przykładowo, sieć LAN łącząca komputery bazujące na Windows i Linux z Apple jest heterogeniczna. Pojęcie sieci heterogenicznej jest używane przy sieciach bezprzewodowych do określenia sieci do której urządzenia uzyskują dostęp poprzez różne technologie. Przykładowo, sieć bezprzewodowa, która zapewnia dostęp poprzez WLAN i która jest w stanie utrzymać połączenie przez sieć komórkową jest nazywana bezprzewodową siecią heterogeniczną.